# Velika nagrada Velike Britanije 2018.
 Velika nagrada Velike Britanije (Formula 1 2018 Rolex British Grand Prix) je bila deseta utrka prvenstva Formule 1 2018. Trkači vikend vožen je od 6. srpnja do 8. srpnja na stazi Silverstone u Engleskoj, a pobijedio je Sebastian Vettel u Ferrariju.

## Sudionici utrke
| #  | Vozač             | Momčad                           | Šasija            | Motor                             | Guma |
| -- | ----------------- | -------------------------------- | ----------------- | --------------------------------- | ---- |
| 2  | Stoffel Vandoorne | McLaren F1 Team                  | McLaren MCL33     | Renault R.E.18 V6 t h 1.6         | P    |
| 3  | Daniel Ricciardo  | Aston Martin Red Bull Racing     | Red Bull RB14     | TAG Heuer V6 t h 1.6              | P    |
| 5  | Sebastian Vettel  | Scuderia Ferrari                 | Ferrari SF71H     | Ferrari 062 EVO V6 t h 1.6        | P    |
| 7  | Kimi Räikkönen    | Scuderia Ferrari                 | Ferrari SF71H     | Ferrari 062 EVO V6 t h 1.6        | P    |
| 8  | Romain Grosjean   | Haas F1 Team                     | Haas VF-18        | Ferrari 062 EVO V6 t h 1.6        | P    |
| 9  | Marcus Ericsson   | Alfa Romeo Sauber F1 Team        | Sauber C37        | Ferrari 062 EVO V6 t h 1.6        | P    |
| 10 | Pierre Gasly      | Red Bull Toro Rosso Honda        | Toro Rosso STR13  | Honda RA618H V6 t h 1.6           | P    |
| 11 | Sergio Pérez      | Sahara Force India F1 Team       | Force India VJM11 | Mercedes M09 EQ Power+ V6 t h 1.6 | P    |
| 14 | Fernando Alonso   | McLaren F1 Team                  | McLaren MCL33     | Renault R.E.18 V6 t h 1.6         | P    |
| 16 | Charles Leclerc   | Alfa Romeo Sauber F1 Team        | Sauber C37        | Ferrari 062 EVO V6 t h 1.6        | P    |
| 18 | Lance Stroll      | Williams Martini Racing          | Williams FW41     | Mercedes M09 EQ Power+ V6 t h 1.6 | P    |
| 20 | Kevin Magnussen   | Haas F1 Team                     | Haas VF-18        | Ferrari 062 EVO V6 t h 1.6        | P    |
| 27 | Nico Hülkenberg   | Renault Sport Formula One Team   | Renault R.S.18    | Renault R.E.18 V6 t h 1.6         | P    |
| 28 | Brendon Hartley   | Red Bull Toro Rosso Honda        | Toro Rosso STR13  | Honda RA618H V6 t h 1.6           | P    |
| 31 | Esteban Ocon      | Sahara Force India F1 Team       | Force India VJM11 | Mercedes M09 EQ Power+ V6 t h 1.6 | P    |
| 33 | Max Verstappen    | Aston Martin Red Bull Racing     | Red Bull RB14     | TAG Heuer V6 t h 1.6              | P    |
| 35 | Sergej Sirotkin   | Williams Martini Racing          | Williams FW41     | Mercedes M09 EQ Power+ V6 t h 1.6 | P    |
| 44 | Lewis Hamilton    | Mercedes AMG Petronas Motorsport | Mercedes F1 W09   | Mercedes M09 EQ Power+ V6 t h 1.6 | P    |
| 55 | Carlos Sainz      | Renault Sport Formula One Team   | Renault R.S.18    | Renault R.E.18 V6 t h 1.6         | P    |
| 77 | Valtteri Bottas   | Mercedes AMG Petronas Motorsport | Mercedes F1 W09   | Mercedes M09 EQ Power+ V6 t h 1.6 | P    |

## Najbrža vremena treninga
| Trening    | Vozač | Konstruktor | Vrijeme | Gume | Krugovi |
| ---------- | ----- | ----------- | ------- | ---- | ------- |
| 1. trening |       |             |         |      |         |
| 2. trening |       |             |         |      |         |
| 3. trening |       |             |         |      |         |

## Rezultati kvalifikacija
| Poz. | Br. | Vozač             | Konstruktor          | Kvalifikacijska vremena | Kvalifikacijska vremena | Kvalifikacijska vremena | Grid |
| Poz. | Br. | Vozač             | Konstruktor          | Q1                      | Q2                      | Q3                      | Grid |
| ---- | --- | ----------------- | -------------------- | ----------------------- | ----------------------- | ----------------------- | ---- |
| 1.   | 44  | Lewis Hamilton    | Mercedes             | 1:26.818                | 1:26.256                | 1:25.892                | 1.   |
| 2.   | 5   | Sebastian Vettel  | Ferrari              | 1:26.585                | 1:26.372                | 1:25.936                | 2.   |
| 3.   | 7   | Kimi Räikkönen    | Ferrari              | 1:27.549                | 1:26.483                | 1:25.990                | 3.   |
| 4.   | 77  | Valtteri Bottas   | Mercedes             | 1:27.025                | 1:26.413                | 1:26.217                | 4.   |
| 5.   | 33  | Max Verstappen    | Red Bull-TAG Heuer   | 1:27.309                | 1:27.013                | 1:26.602                | 5.   |
| 6.   | 3   | Daniel Ricciardo  | Red Bull-TAG Heuer   | 1:27.979                | 1:27.369                | 1:27.099                | 6.   |
| 7.   | 20  | Kevin Magnussen   | Haas-Ferrari         | 1:28.143                | 1:27.730                | 1:27.244                | 7.   |
| 8.   | 8   | Romain Grosjean   | Haas-Ferrari         | 1:28.086                | 1:27.522                | 1:27.455                | 8.   |
| 9.   | 16  | Charles Leclerc   | Sauber-Ferrari       | 1:27.962                | 1:27.790                | 1:27.879                | 9.   |
| 10.  | 31  | Esteban Ocon      | Force India-Mercedes | 1:28.279                | 1:27.843                | 1:28.194                | 10.  |
|      |     |                   |                      |                         |                         |                         |      |
| 11.  | 27  | Nico Hülkenberg   | Renault              | 1:28.017                | 1:27.901                |                         | 11.  |
| 12.  | 11  | Sergio Pérez      | Force India-Mercedes | 1:28.210                | 1:27.928                |                         | 12.  |
| 13.  | 14  | Fernando Alonso   | McLaren-Renault      | 1:28.187                | 1:28.139                |                         | 13.  |
| 14.  | 10  | Pierre Gasly      | Toro Rosso-Honda     | 1:28.399                | 1:28.343                |                         | 14.  |
| 15.  | 9   | Marcus Ericsson   | Sauber-Ferrari       | 1:28.249                | 1:28.391                |                         | 15.  |
|      |     |                   |                      |                         |                         |                         |      |
| 16.  | 55  | Carlos Sainz      | Renault              | 1:28.456                |                         |                         | 16.  |
| 17.  | 2   | Stoffel Vandoorne | McLaren-Renault      | 1:29.096                |                         |                         | 17.  |
| 18.  | 35  | Sergej Sirotkin   | Williams-Mercedes    | 1:29.252                |                         |                         |      |
| –    | 18  | Lance Stroll      | Williams-Mercedes    | —                       |                         |                         |      |
| –    | 28  | Brendon Hartley   | Toro Rosso-Honda     | —                       |                         |                         |      |

## Rezultati utrke
| Poz. | Br. | Vozač | Konstruktor | Krugovi | Vrijeme / Razlog odustajanja | Grid | Bodovi |
| ---- | --- | ----- | ----------- | ------- | ---------------------------- | ---- | ------ |
| 1.   |     |       |             |         |                              |      | 25     |
| 2.   |     |       |             |         |                              |      | 18     |
| 3.   |     |       |             |         |                              |      | 15     |
| 4.   |     |       |             |         |                              |      | 12     |
| 5.   |     |       |             |         |                              |      | 10     |
| 6.   |     |       |             |         |                              |      | 8      |
| 7.   |     |       |             |         |                              |      | 6      |
| 8.   |     |       |             |         |                              |      | 4      |
| 9.   |     |       |             |         |                              |      | 2      |
| 10.  |     |       |             |         |                              |      | 1      |
| 11.  |     |       |             |         |                              |      |        |
| 12.  |     |       |             |         |                              |      |        |
| 13.  |     |       |             |         |                              |      |        |
| 14.  |     |       |             |         |                              |      |        |
| 15.  |     |       |             |         |                              |      |        |
| Odu. |     |       |             |         |                              |      |        |
| Odu. |     |       |             |         |                              |      |        |
| Odu. |     |       |             |         |                              |      |        |
| Odu. |     |       |             |         |                              |      |        |
| Odu. |     |       |             |         |                              |      |        |

| Najbrži krug utrke |
| Vodstvo u utrci    |

## Zanimljivosti

### Vozači
- 51. pobjeda za Sebastiana Vettela.
- 124. postolje i 75. najbolja startna pozicija za Lewisa Hamiltona.
- 97. postolje za Kimija Räikkönena.

## Poredak nakon 10 od 21 utrke
| Pozicija | Pozicija | Vozač             | Bodovi |
| -------- | -------- | ----------------- | ------ |
| 1.       | 1.       | Sebastian Vettel  | 171    |
| 2.       | 2.       | Lewis Hamilton    | 163    |
| 3.       | 3.       | Kimi Räikkönen    | 116    |
| 4.       | 4.       | Daniel Ricciardo  | 106    |
| 5.       | 1        | Valtteri Bottas   | 104    |
| 6.       | 1        | Max Verstappen    | 93     |
| 7.       | 2        | Nico Hülkenberg   | 42     |
| 8.       | 8.       | Fernando Alonso   | 40     |
| 9.       | 2        | Kevin Magnussen   | 39     |
| 10.      | 10.      | Carlos Sainz      | 28     |
| 11.      | 1        | Esteban Ocon      | 25     |
| 12.      | 1        | Sergio Pérez      | 24     |
| 13.      | 13.      | Pierre Gasly      | 18     |
| 14.      | 14.      | Charles Leclerc   | 13     |
| 15.      | 15.      | Romain Grosjean   | 12     |
| 16.      | 16.      | Stoffel Vandoorne | 8      |
| 17.      | 17.      | Lance Stroll      | 4      |
| 18.      | 18.      | Marcus Ericsson   | 3      |
| 19.      | 19.      | Brendon Hartley   | 1      |

| Pozicija | Pozicija | Konstruktor          | Bodovi |
| -------- | -------- | -------------------- | ------ |
| 1.       | 1.       | Ferrari              | 287    |
| 2.       | 2.       | Mercedes             | 267    |
| 3.       | 3.       | Red Bull-TAG Heuer   | 199    |
| 4.       | 4.       | Renault              | 70     |
| 5.       | 5.       | Haas-Ferrari         | 51     |
| 6.       | 1        | Force India-Mercedes | 49     |
| 7.       | 1        | McLaren-Renault      | 48     |
| 8.       | 8.       | Toro Rosso-Honda     | 19     |
| 9.       | 9.       | Sauber-Ferrari       | 16     |
| 10.      | 10.      | Williams-Mercedes    | 4      |

| Prethodna utrka               | Formula 1 – sezona 2018. | Sljedeća utrka                |
| ----------------------------- | ------------------------ | ----------------------------- |
| Velika nagrada Austrije 2018. | Formula 1 – sezona 2018. | Velika nagrada Njemačke 2018. |